# Felix Manz
Felix Manz (másképp Felix Mantz) (1498 körül – 1527. január 5.) a svájci anabaptista mozgalom, az ún. „Svájci Testvérek” társalapítója és a radikális reformáció első mártírja.

## Élete
1498 körül született egy zürichi kanonok fiaként, majd latin, görög és héber nyelvtudást szerzett. Amikor Zwingli 1519-ben Zürichbe érkezett, lelkesen csatlakozott hozzá, és rendszeres résztvevője lett Zwingli bibliaóráinak.
Számos kérdésben egyetértettek, de a második zürichi vita során (1523) elszakadt tőle.
Ezután aktív evangelizációs tevékenységbe kezdett Zürichben és környékén.
Kollégájával, Konrad Grebellel sokkal közelebb került Thomas Müntzer radikális reformelképzeléseihez. 1525. január 21-én Konrad Grebel a tilalom ellenére összegyűjtött egy csoport anabaptistát svájci házában és elvégezte a mozgalom első hívőjének megkeresztelését. Általában ezt a napot tekintik a svájci anabaptizmus kezdetének. Grebelhez hasonlóan ő is alapított egy kis bibliaiskolát anyja házában.
1526 márciusában a zürichi tanács aláírt egy rendeletet, amely a hívők újrakeresztelkedését vízbe fullasztásos halállal bünteti. 
1527 januárjában halálra ítélték, „mert a keresztény renddel és szokásokkal ellentétben” bekapcsolódott az újrakeresztelő mozgalomba. Megkötözték a kezét, majd a Zürichi-tóba lökték.